# Santo Tomás Tamazulapan
Santo Tomás Tamazulapan är en kommun i Mexiko.   Den ligger i delstaten Oaxaca, i den sydöstra delen av landet, 400 km sydost om huvudstaden Mexico City.
Följande samhällen finns i Santo Tomás Tamazulapan:
- El Cerrito
- Los Manantiales
- San Jerónimo Miahuatlán